# Synaldis sinaulice
Synaldis sinaulice är en stekelart som beskrevs av Papp 2000. Synaldis sinaulice ingår i släktet Synaldis och familjen bracksteklar. Inga underarter finns listade i Catalogue of Life.